# 西当別神社
西当別神社（にしとうべつじんじゃ）は、北海道石狩郡当別町当別太に所在する神社。旧社格は村社。

## 祭神
祀られている神は以下の5柱である。
- 天照大神（あまてらすおおかみ）
- 豊受大神（とようけのおおかみ）
- 八幡大神（はちまんおおかみ）
- 沼河姫神（ぬなかわひめのかみ）
- 大国主神（おおくにぬしのかみ）

## 歴史
開拓当初の美登江（ビトエ）では、石狩川切り替え前の12線南2号交叉線付近にて出雲大社の分霊が祀られていたが、創祀年月日は不詳である。
一方、当別太では1893年（明治26年）9月23日、16線南3号の辻付近にあった鍛冶喜一郎の開拓地に、宇佐八幡の分霊を祀る小祠が建立された。
やがて、隣同士の当別太と美登江はなにかと協力する面が多かったことから、神社もひとつにしようという話が持ち上がった。1902年（明治35年）7月、15線南4号に社殿を新設して合祀が行われ、太美神社と称した。
1909年（明治42年）11月12日に公認神社として登録され、西当別神社と改称した。
1934年（昭和9年）に札沼線が開通すると、地域の中心部が石狩太美駅（現在の太美駅）付近へと移動したため、それに合わせて西当別神社も16線南2号（当別太612番地）に社殿を新築して移転した。
1942年（昭和18年）6月7日、村社に昇格する。

## 碑
西当別神社2代目宮司の長谷部栄二郎は、虎杖子の号で知られる俳人である。
1965年（昭和40年）9月5日、長谷部の神官30年勤続記念として、境内に句碑が建てられた。

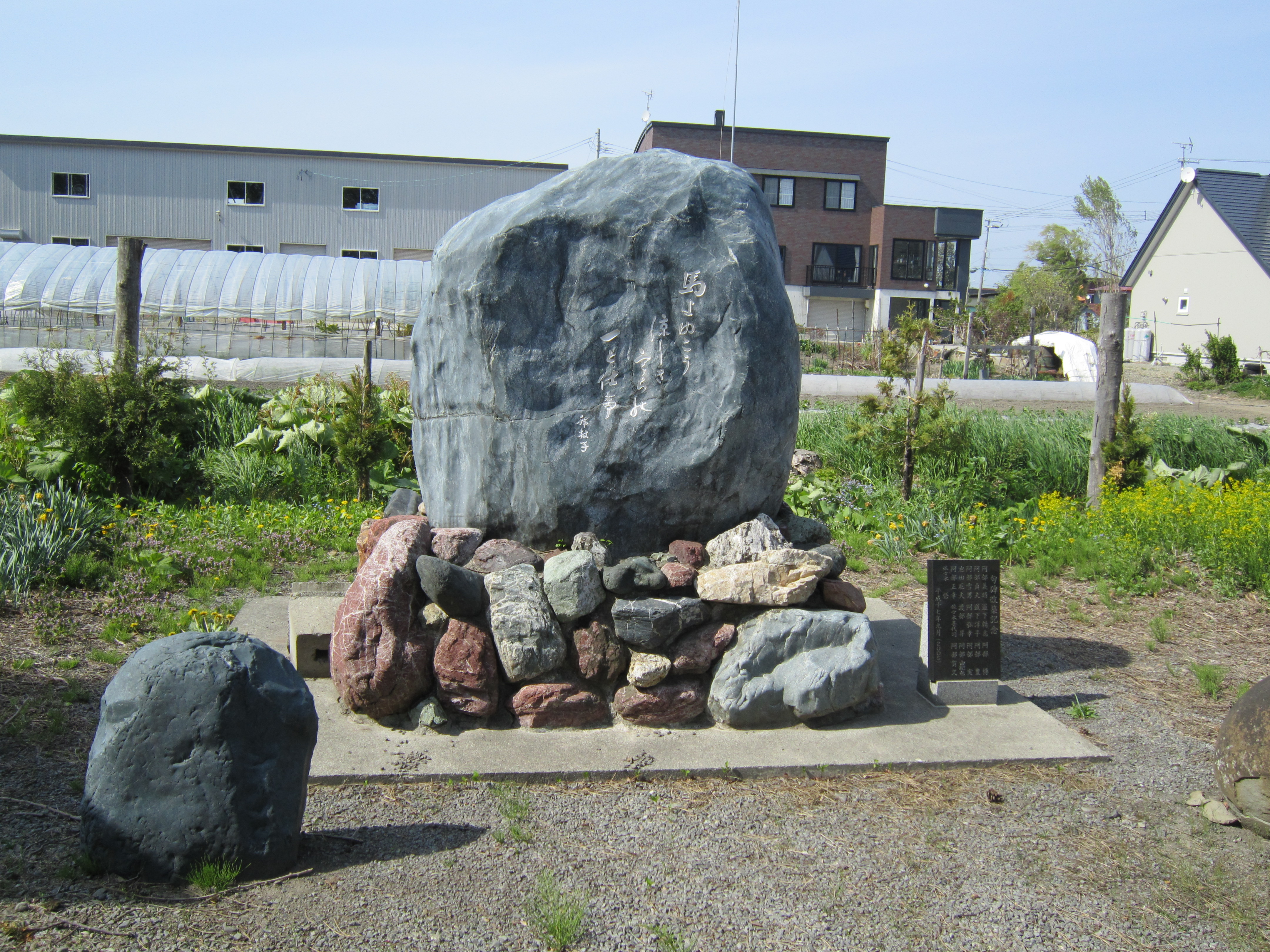
長谷部虎杖子の句碑
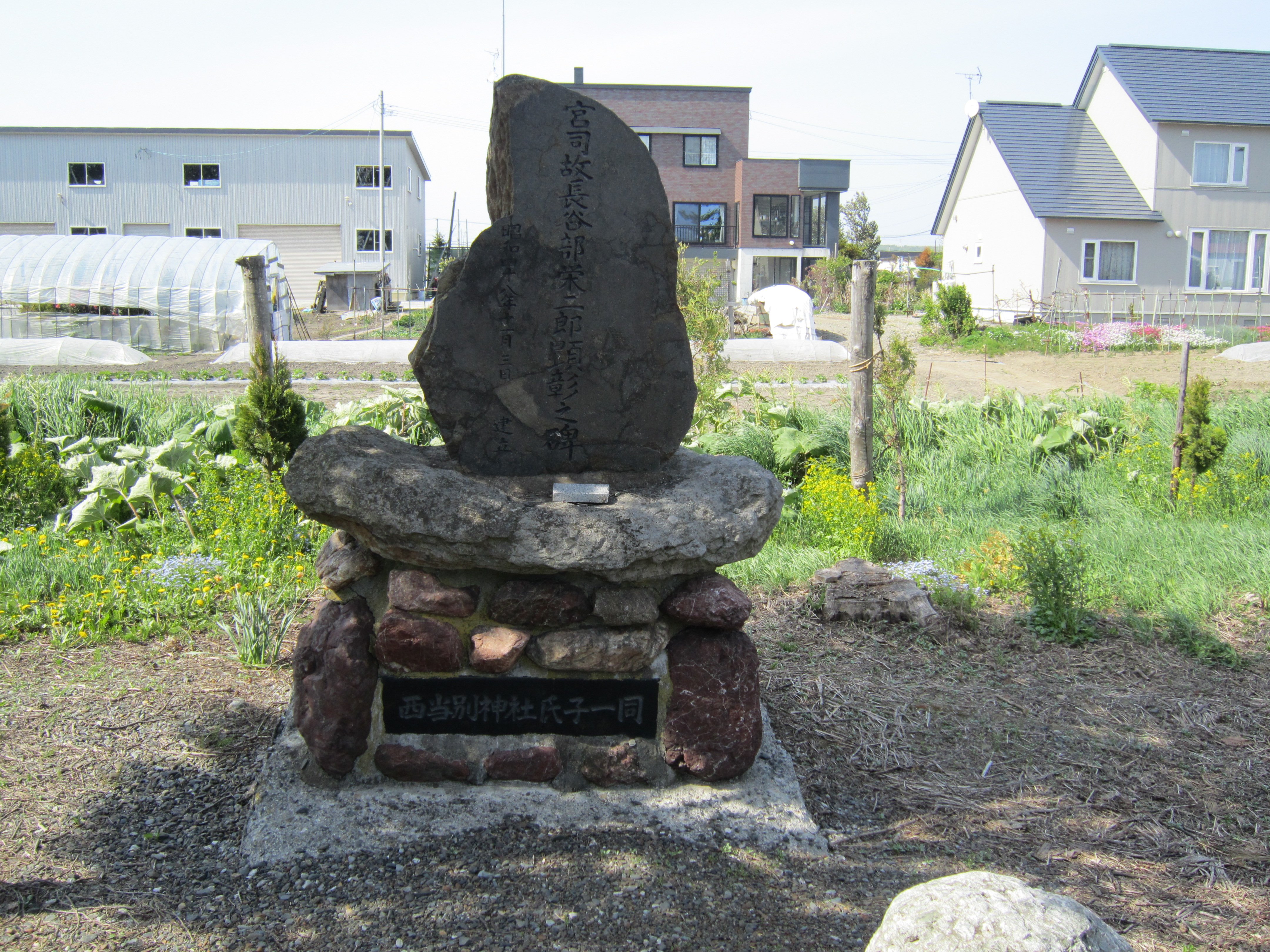
宮司故長谷部栄二郎顕彰之碑